# Kitaa

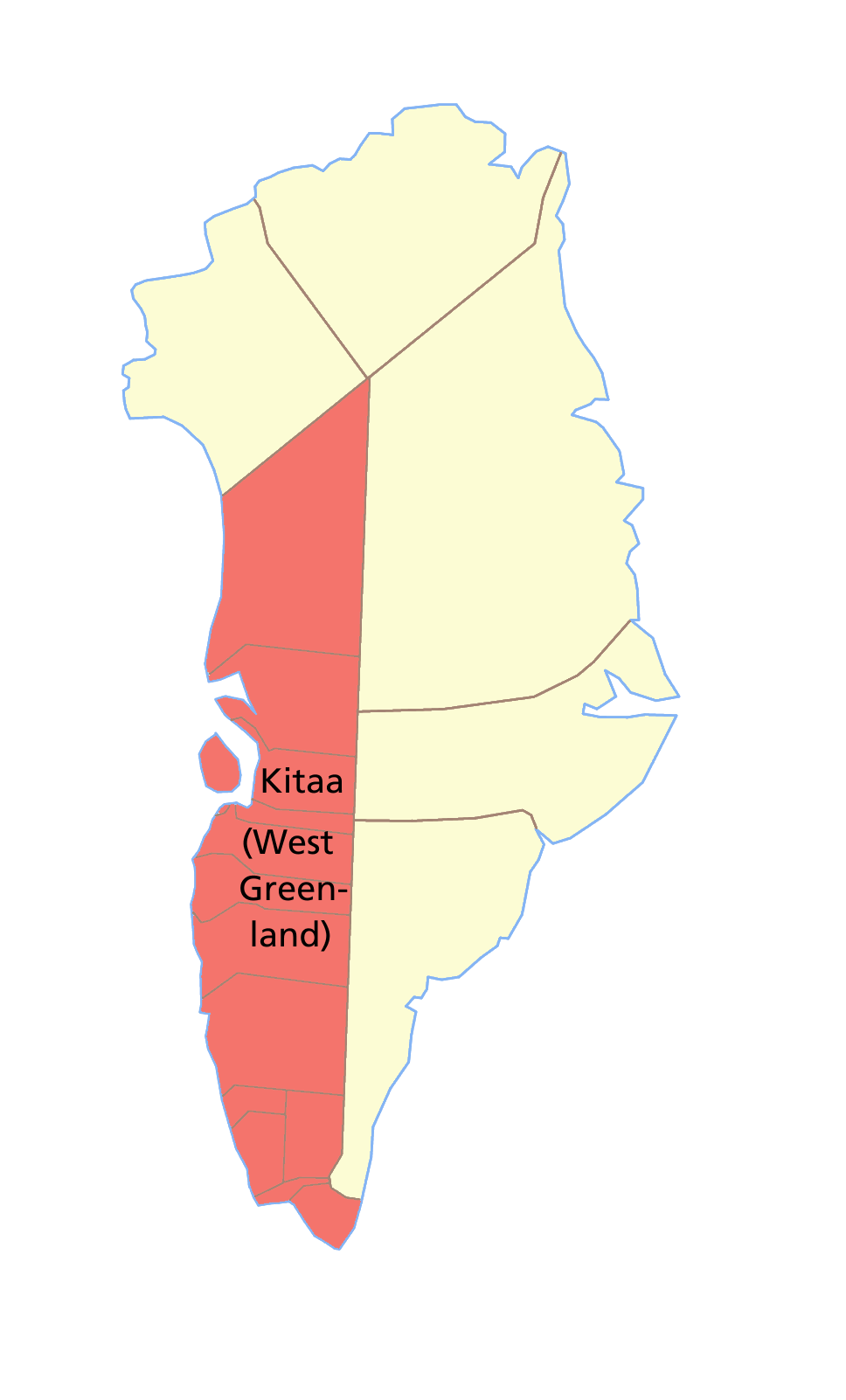
Kitaa is het westelijke landsdeel van Groenland

Kitaa of Vestgrønland (West-Groenland) was een van de drie landsdelen (Deens: amter) van Groenland. Het bestuur van het per 1 januari 2009 opgeheven landsdeel was gevestigd in Nuuk, dat tevens de hoofdstad van Groenland is.
Kitaa was van de drie landsdelen het dichtstbevolkt. Van de in totaal achttien gemeentes die Groenland tot 2009 kende, waren er vijftien gelegen in dit landsdeel. Ten westen van Kitaa liggen de Baffinbaai, Straat Davis, de Labradorzee en de Noord-Atlantische Oceaan.
Voormalige landsdelen: Kitaa  · Tunu  · Avannaa

Voormalige gemeenten: Aasiaat  · Ammassalik · Ilulissat · Ittoqqortoormiit  · Ivittuut · Kangaatsiaq  · Maniitsoq · Nanortalik · Narsaq · Nuuk · Paamiut · Qaanaaq · Qaasuitsup · Qaqortoq · Qasigiannguit · Qeqertarsuaq · Sisimiut · Upernavik · Uummannaq